# Learjet 35
O Learjet 35 é uma aeronave executiva bimotor de médio porte e alta performance, com motorização turbofan e com capacidade para transportar confortavelmente sete ou oito passageiros em viagens interestaduais e internacionais, projetada e fabricada nos Estados Unidos a partir da década de 1970 pela Learjet, que utilizou como base o projeto do seu antecessor Learjet 25, aproveitando e  aprimorando a maior parte dos seus conceitos amplamente testados e aprovados de sistemas elétrico, hidráulico, eletrônico e mecânico.
Atualmente, o fabricante americano Learjet é uma subsidiária da corporação canadense Bombardier, mas as fábricas da Learjet estão localizadas nos Estados Unidos e no México.
O Learjet 35 tem o mérito de ser o primeiro modelo desse fabricante com o conceito "turbofan" integrado com sucesso. Isto representou um enorme salto qualitativo em relação aos modelos anteriores Learjet 23, Learjet 24 e Learjet 25, com a sensível diminuição do nível de ruído na cabine de passageiros e uma significativa redução no consumo de combustível, com reflexos imediatos no volume de vendas dessas aeronaves para o mercado internacional. O Learjet 35 é um dos modelos de jatinhos executivos mais vendidos do mundo, com uma boa aceitação no mercado de aeronaves usadas.
O modelo teve sua produção em série iniciada na metade da década de 1970 e sua substituição pelo belo e espaçoso Learjet 60 e pelo moderno Learjet 45 ocorreu na metade da década de 1990. Nesses vinte anos de produção foram mais de 600 unidades comercializadas.
O diferencial positivo do conceito turbofan consiste na adoção da peça complementar fã fixada no eixo principal do motor a reação, dotada de palhetas de metal leve e muito resistente, que aumentam e complementam o fluxo de ar gerado pelo conjunto principal de compressores de alta e baixa pressão.
O Learjet 36 é um derivado de maior alcance do Learjet 35, porém com capacidade de transportar um número um pouco menor de passageiros que o seu irmão Learjet 35.

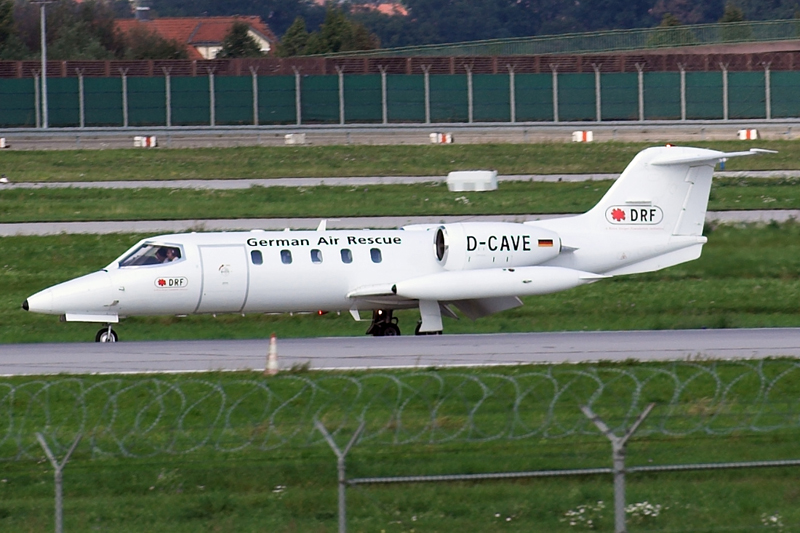
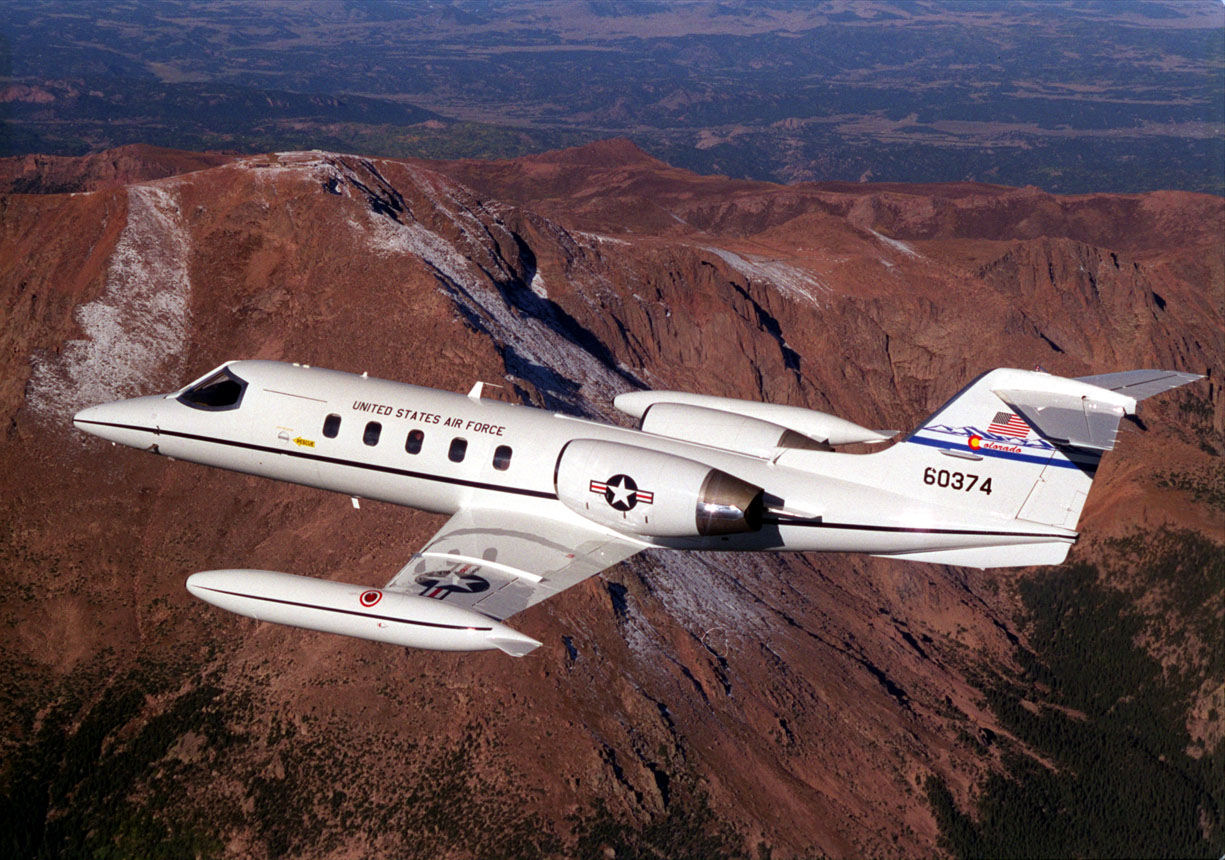
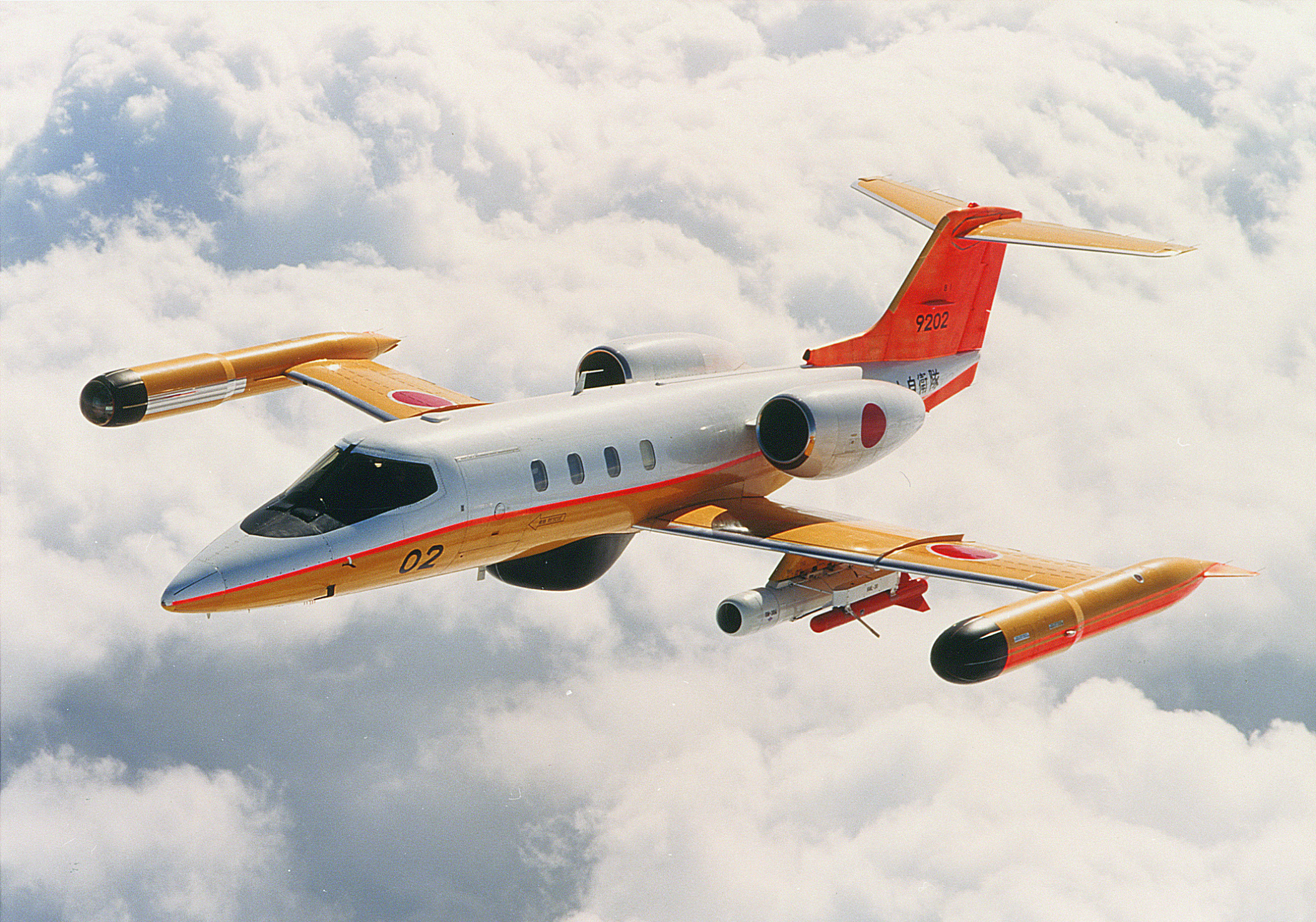
Força Marítima de Autodefesa do Japão

## Acidentes
- Em 4 de novembro de 2007 um Learjet 35 da empresa Really Taxi Aéreo, de Prefixo PT-OVC com apenas duas pessoas a bordo, caiu em cima de 3 casas no bairro da Casa Verde em São Paulo no Brasil, matando 8 pessoas. O voo saiu do Aeroporto Campo de Marte e iria para o Aeroporto Santos Dumont, no Rio de Janeiro. A causa do acidente foi um erro no posicionamento do combustível, o que provocou o desequilíbrio do avião. Foram destruídas duas casas sobre as quais o avião caiu e incendiou-se.

## Ficha Técnica
- Velocidade de cruzeiro: Aprox. 850 km/h;
- Pista de pouso: Aprox. 1850 metros (lotado / dias quentes / tanques cheios);
- Capacidade: 7 ou 8 passageiros;
- Tripulação: 1 piloto e 1 co-piloto;
- Teto de serviço: Aprox. 13.500 metros;
- Alcance: Aprox. 3400 km (lotado / 75% potência / com reservas);
- Motorização (potência): 2 X Garret TFE 731 (3.500 libras / cada).
- Consumo médio (QAV): Aprox. 810 litros / hora (lotado / 75% potência);
- Consumo médio (QAV): Aprox. 0,13 litro / passageiro / km voado;
- Comprimento: Aprox.
- Peso máximo decolagem: Aprox. 8300 kg;
- Preço: US$ 1,3 milhão (usado / bom estado de conservação);